# Wereldkampioenschap superbike van Imola 2019
Het wereldkampioenschap superbike van Imola 2019 was de vijfde ronde van het wereldkampioenschap superbike en het wereldkampioenschap Supersport 2019. De races werden verreden op 11 en 12 mei 2019 op het Autodromo Enzo e Dino Ferrari nabij Imola, Italië.
De tweede race van het WK superbike werd afgelast vanwege zware regenval.

## Superbike

### Race 1
| Pos | Nr | Rijder                | Constructeur | Rondes | Tijd         | Grid | Punten |
| --- | -- | --------------------- | ------------ | ------ | ------------ | ---- | ------ |
| 1   | 1  | Jonathan Rea          | Kawasaki     | 19     | 33:48.277    | 2    | 25     |
| 2   | 19 | Álvaro Bautista       | Ducati       | 19     | +7.832       | 3    | 20     |
| 3   | 54 | Toprak Razgatlıoğlu   | Kawasaki     | 19     | +19.291      | 11   | 16     |
| 4   | 60 | Michael van der Mark  | Yamaha       | 19     | +19.968      | 8    | 13     |
| 5   | 91 | Leon Haslam           | Kawasaki     | 19     | +20.111      | 4    | 11     |
| 6   | 33 | Marco Melandri        | Yamaha       | 19     | +31.846      | 12   | 10     |
| 7   | 22 | Alex Lowes            | Yamaha       | 19     | +32.024      | 5    | 9      |
| 8   | 21 | Michael Ruben Rinaldi | Ducati       | 19     | +34.107      | 17   | 8      |
| 9   | 87 | Lorenzo Zanetti       | Ducati       | 19     | +34.814      | 13   | 7      |
| 10  | 28 | Markus Reiterberger   | BMW          | 19     | +40.196      | 7    | 6      |
| 11  | 81 | Jordi Torres          | Kawasaki     | 19     | +51.426      | 9    | 5      |
| 12  | 46 | Tommy Bridewell       | Ducati       | 19     | +55.235      | 16   | 4      |
| 13  | 80 | Héctor Barberá        | Kawasaki     | 19     | +56.539      | 14   | 3      |
| 14  | 23 | Ryuichi Kiyonari      | Honda        | 19     | +1:01.025    | 15   | 2      |
| 15  | 52 | Alessandro Delbianco  | Honda        | 19     | +1:27.025    | 18   | 1      |
| DNF | 11 | Sandro Cortese        | Yamaha       | 14     | Ongeluk      | 10   |        |
| DNF | 66 | Tom Sykes             | BMW          | 9      | Uitgevallen  | 6    |        |
| DNF | 7  | Chaz Davies           | Ducati       | 1      | Uitgevallen  | 1    |        |
| DNS | 2  | Leon Camier           | Honda        | 0      | Niet gestart |      |        |

### Superpole
| Pos | Nr | Rijder                | Constructeur | Rondes | Tijd         | Grid | Punten |
| --- | -- | --------------------- | ------------ | ------ | ------------ | ---- | ------ |
| 1   | 1  | Jonathan Rea          | Kawasaki     | 10     | 17:45.405    | 2    | 12     |
| 2   | 7  | Chaz Davies           | Ducati       | 10     | +2.141       | 1    | 9      |
| 3   | 19 | Álvaro Bautista       | Ducati       | 10     | +6.864       | 3    | 7      |
| 4   | 60 | Michael van der Mark  | Yamaha       | 10     | +10.817      | 8    | 6      |
| 5   | 22 | Alex Lowes            | Yamaha       | 10     | +14.212      | 5    | 5      |
| 6   | 91 | Leon Haslam           | Kawasaki     | 10     | +14.522      | 4    | 4      |
| 7   | 54 | Toprak Razgatlıoğlu   | Kawasaki     | 10     | +20.484      | 11   | 3      |
| 8   | 66 | Tom Sykes             | BMW          | 10     | +20.764      | 6    | 2      |
| 9   | 81 | Jordi Torres          | Kawasaki     | 10     | +20.957      | 9    | 1      |
| 10  | 28 | Markus Reiterberger   | BMW          | 10     | +25.917      | 7    |        |
| 11  | 46 | Tommy Bridewell       | Ducati       | 10     | +26.820      | 16   |        |
| 12  | 87 | Lorenzo Zanetti       | Ducati       | 10     | +31.698      | 13   |        |
| 13  | 11 | Sandro Cortese        | Yamaha       | 10     | +32.716      | 10   |        |
| 14  | 80 | Héctor Barberá        | Kawasaki     | 10     | +34.097      | 14   |        |
| 15  | 21 | Michael Ruben Rinaldi | Ducati       | 10     | +36.049      | 17   |        |
| 16  | 23 | Ryuichi Kiyonari      | Honda        | 10     | +36.371      | 15   |        |
| 17  | 33 | Marco Melandri        | Yamaha       | 10     | +40.673      | 12   |        |
| 18  | 52 | Alessandro Delbianco  | Honda        | 10     | +42.406      | 18   |        |
| DNS | 2  | Leon Camier           | Honda        | 0      | Niet gestart |      |        |

## Supersport
De race werd na 17 ronden afgebroken vanwege regenval. De race werd niet herstart; de uitslag van de race werd samengesteld op basis van de laatste sector die de coureur had voltooid. Massimo Roccoli werd niet geklasseerd omdat hij niet binnen vijf minuten na de rode vlag de pitstraat binnenreed.
| Pos | Nr | Rijder                | Constructeur | Rondes | Tijd                | Grid | Punten |
| --- | -- | --------------------- | ------------ | ------ | ------------------- | ---- | ------ |
| 1   | 21 | Randy Krummenacher    | Yamaha       | 17     | 31:43.818           | 1    | 25     |
| 2   | 64 | Federico Caricasulo   | Yamaha       | 17     | +0.234              | 2    | 20     |
| 3   | 3  | Raffaele De Rosa      | MV Agusta    | 17     | +13.412             | 6    | 16     |
| 4   | 78 | Hikari Okubo          | Kawasaki     | 17     | +17.061             | 5    | 13     |
| 5   | 86 | Ayrton Badovini       | Kawasaki     | 17     | +17.495             | 8    | 11     |
| 6   | 32 | Isaac Viñales         | Yamaha       | 16     | +1 ronde            | 12   | 10     |
| 7   | 16 | Jules Cluzel          | Yamaha       | 16     | +1 ronde            | 3    | 9      |
| 8   | 44 | Lucas Mahias          | Kawasaki     | 16     | +1 ronde            | 7    | 8      |
| 9   | 38 | Hannes Soomer         | Honda        | 16     | +1 ronde            | 11   | 7      |
| 10  | 56 | Péter Sebestyén       | Honda        | 16     | +1 ronde            | 13   | 6      |
| 11  | 95 | Jules Danilo          | Honda        | 16     | +1 ronde            | 19   | 5      |
| 12  | 84 | Loris Cresson         | Yamaha       | 16     | +1 ronde            | 16   | 4      |
| 13  | 11 | Kyle Smith            | Kawasaki     | 16     | +1 ronde            | 18   | 3      |
| 14  | 22 | Federico Fuligni      | MV Agusta    | 16     | +1 ronde            | 17   | 2      |
| 15  | 6  | María Herrera         | Yamaha       | 16     | +1 ronde            | 15   | 1      |
| 16  | 47 | Rob Hartog            | Kawasaki     | 16     | +1 ronde            | 22   |        |
| 17  | 74 | Jaimie van Sikkelerus | Honda        | 16     | +1 ronde            | 21   |        |
| 18  | 12 | Luca Ottaviani        | Yamaha       | 16     | +1 ronde            | 10   |        |
| 19  | 10 | Nacho Calero          | Kawasaki     | 16     | +1 ronde            | 23   |        |
| NC  | 55 | Massimo Roccoli       | Yamaha       | 16     | +1 ronde            | 9    |        |
| DNF | 15 | Alfonso Coppola       | Honda        | 12     | Uitgevallen         | 24   |        |
| DNF | 61 | Gabriele Ruiu         | Yamaha       | 11     | Uitgevallen         | 20   |        |
| DNF | 30 | Glenn van Straalen    | Kawasaki     | 10     | Uitgevallen         | 14   |        |
| DNF | 36 | Thomas Gradinger      | Yamaha       | 9      | Ongeluk             | 4    |        |
| DNF | 34 | Fabio Massei          | Yamaha       | 0      | Uitgevallen         | 25   |        |
| DNS | 4  | Christian Stange      | Honda        | 0      | Niet gestart        |      |        |
| DNS | 94 | Corentin Perolari     | Yamaha       | 0      | Niet gestart        |      |        |
| DNQ | 67 | Gaetan Matern         | Kawasaki     | 0      | Niet gekwalificeerd |      |        |

## Tussenstanden na wedstrijd

### Superbike
| Pos | Nr | Rijder               | Team     | Punten |
| --- | -- | -------------------- | -------- | ------ |
| 1   | 19 | Álvaro Bautista      | Ducati   | 263    |
| 2   | 1  | Jonathan Rea         | Kawasaki | 220    |
| 3   | 22 | Alex Lowes           | Yamaha   | 140    |
| 4   | 60 | Michael van der Mark | Yamaha   | 134    |
| 5   | 91 | Leon Haslam          | Kawasaki | 108    |

### Supersport
| Pos | Nr | Rijder              | Team      | Punten |
| --- | -- | ------------------- | --------- | ------ |
| 1   | 21 | Randy Krummenacher  | Yamaha    | 115    |
| 2   | 64 | Federico Caricasulo | Yamaha    | 93     |
| 3   | 16 | Jules Cluzel        | Yamaha    | 78     |
| 4   | 78 | Hikari Okubo        | Kawasaki  | 50     |
| 5   | 3  | Raffaele De Rosa    | MV Agusta | 47     |

2001 · 2002 · 2003 · 2004 · 2005 · 2006 · 2009 · 2010 · 2011 · 2012 · 2013 · 2014 · 2015 · 2016 · 2017 · 2018 · 2019 · 2023